# Ludwig Emil Grimm

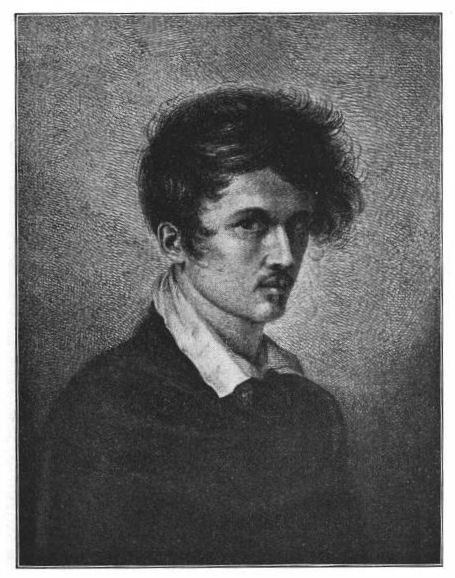
Ludwig Emil Grimm, självporträtt från 1813.

Ludwig Emil Grimm, född 14 mars 1790, död 4 april 1863, var en tysk konstnär. Han var yngre bror till Jacob och Wilhelm Grimm.
Grimm trädde tidigt i förbindelse med spetsarna inom den tyska romantiken. Från 1817 var Grimm bosatt i Kassel, från 1832 som professor vid konstakademien. Föga produktiv fick Grimm sin främsta betydelse genom sina realistiska porträtt, oftast i form av etsningar av sin litterära och konstnärliga bekantskapskrets.